# Margareta Lindroth
Elna Märta Margareta Bjurner, känd under flicknamnet Margareta Lindroth, född 20 juni 1920 i Livgardet till hästs församling, Stockholm, död 23 augusti 2006 i Strängnäs, var en svensk sångerska. Hon var dotter till grosshandlaren Adolf Lindroth och Elna Ekebohm.
Margareta Lindroth vann vid 16 års ålder en tävling, som anordnades i samband med Stokowsky-filmen "100 man och en flicka", första pris med stor majoritet och utsågs till en svensk Deanna Durbin. Tillsammans med Henry Lindblom turnerade hon i de svenska folkparkerna med en scenversion av radioprogrammet "Den amerikanska visboken".
Hon gick en dirigentkurs 1974 och var under namnet Margareta Bjurner ledare för Roggekören 1974–1995. Hon var verksam som musiklärare i Strängnäs under många år. På initiativ av sångelever hon haft bildades efter hennes död en stipendiefond i hennes namn Margareta Bjurner.
Margareta Lindroth uppmärksammades av Anders Eldeman i P4:s Da Capo den 2 juni 2013.
Hon var från 1942 gift med civilingenjören Gösta Bjurner (1912–2008), de fick barnen Mikaela 1944, Elisabet 1946, Cecilia 1950 och Katarina 1957. Makarna Bjurner är begravda på Värmdö kyrkogård.

## Diskografi i urval
- 1938 – Du är vacker som en tavla, med Sune Waldimirs orkester
- 1938 – Tänk om, med Sune Waldimirs orkester
- 1940 – Överallt, med Sune Waldimirs orkester
- 1940 – Det hände i Kaloha, med Sune Waldimirs orkester